# Arboleda conmemorativa Lyndon Baines Johnson en el Potomac
La arboleda conmemorativa Lyndon Baines Johnson en el Potomac (en inglés, Lyndon Baines Johnson Memorial Grove en el Potomac) está ubicada en la isla de Columbia (rebautizada como Parque Lady Bird Johnson en 1968), en Washington D. C. El monumento presidencial honra al 36.º presidente de los Estados Unidos, Lyndon B. Johnson.
La arboleda consta de dos partes. La primera es de naturaleza conmemorativa y consiste en un monolito de granito de Texas rodeado por senderos. La segunda es un prado. Los senderos están sombreados por una arboleda de cientos de pinos blancos y cornejos, y enmarcados por azaleas y rododendros. El monumento tiene vista al río Potomac y a Washington D. C.
Los visitantes pueden escuchar una grabación realizada por Bird Johnson en la entrada del parque frente al Pentágono. Habla sobre la creación del parque, los árboles y las vistas de los principales lugares de interés de la ciudad.

## Historia
El expresidente Lyndon B. Johnson murió el 22 de enero de 1973. Poco después, sus admiradores propusieron construir en su memoria una estatua en Washington D. C., pero el temor de que fuera desfigurada llevó al rechazo de esa idea. Brooke Astor y Laurence Vanderbilt sugirieron una arboleda en su lugar, cuya planificación comenzó en la primavera de 1973. Se escogió sembrarla en el Parque Lady Bird Johnson debido al amor de Johnson por este por sus vistas panorámicas de Washington D. C. y sus monumentos en el National Mall y en otros lugares mientras era presidente.
El monumento nacional fue autorizado por el Congreso el 28 de diciembre de 1973 y se incluyó administrativamente en el Registro Nacional de Lugares Históricos el mismo día.
Para febrero de 1975, se habían recaudado 1,3 millones de dólares para su construcción. Una medalla de plata de 15 dólares y una de oro de 350 dólares fueron diseñadas a principios de 1975 y vendidas para ayudar a recaudar otros 150 000 dólares. Los planes se completaron en gran medida en mayo de 1975. El diseño corrió por cuenta del arquitecto paisajista Meade Palmer, con un prado contemplativo y una pequeña plaza de granito entre algunos árboles. La arboleda cubría 60 703 m² , y se plantaría con pino blanco, cornejos y arbustos y arbustos en flor. Se planeó una plaza de granito para el centro de la arboleda, sobre la cual se instalaría un ortostato (o "piedra erguida") de 41 t, 5,8 m de altura y hecho granito rosado alto extraído en Texas. El escultor Harold Vogel trabajó el exterior para darle un aspecto tosco y dinámico que recuerda la personalidad de Johnson. El Departamento de Ciencias Geológicas de la Universidad de Texas calculó la edad de la roca en mil millones de años. En el diseño se incluyó una pasarela de losas que serpentea a través de la arboleda. Cuatro citas de los discursos públicos de Johnson, seleccionadas por Lady Bird Johnson, fueron talladas en losas colocadas alrededor del ortostato. Pero todavía se necesitaban 600 000 dólares en mayo de 1975 para completar el monumento.
El ortostato se entregó al sitio en agosto de 1974 y se colocó el 13 de agosto de 1975. En diciembre de 1975, el Congreso autorizó 1 millón de dólares para completar la arboleda conmemorativa y establecer un fondo de mantenimiento.
El monumento fue dedicado el 6 de abril de 1976. Es administrado por el Servicio de Parques Nacionales, como parte de George Washington Memorial Parkway.
Se construyó un puente peatonal de 500 000 dólares entre el monumento y un estacionamiento para 30 automóviles a lo largo de Boundary Channel para facilitar la visita a la arboleda. El puente fue diseñado por el arquitecto paisajista Meade Palmer y dedicado por la señora Bird Johnson el 12 de octubre de 1977.

## Galería

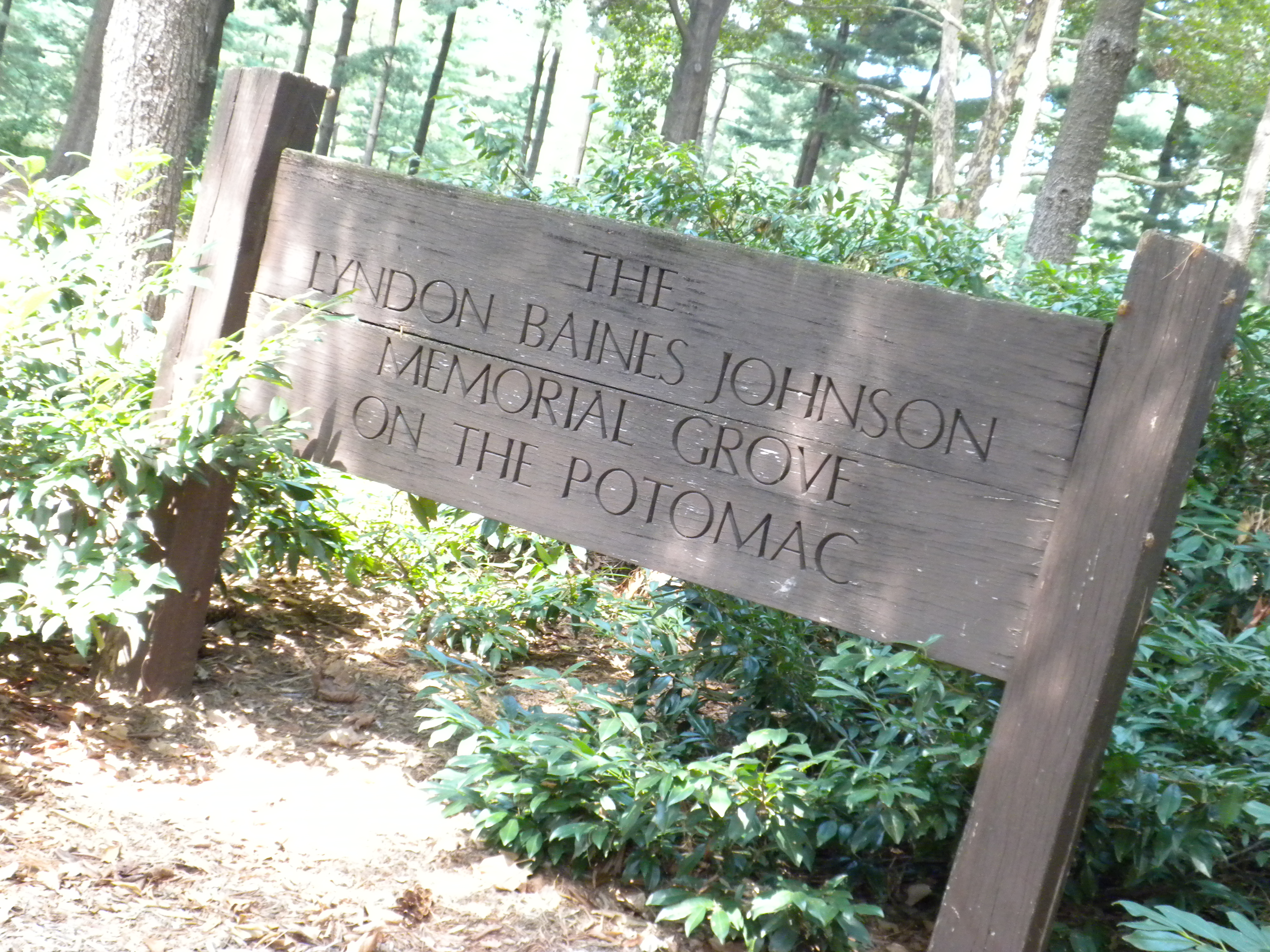
Entrada a la arboleda conmemorativa
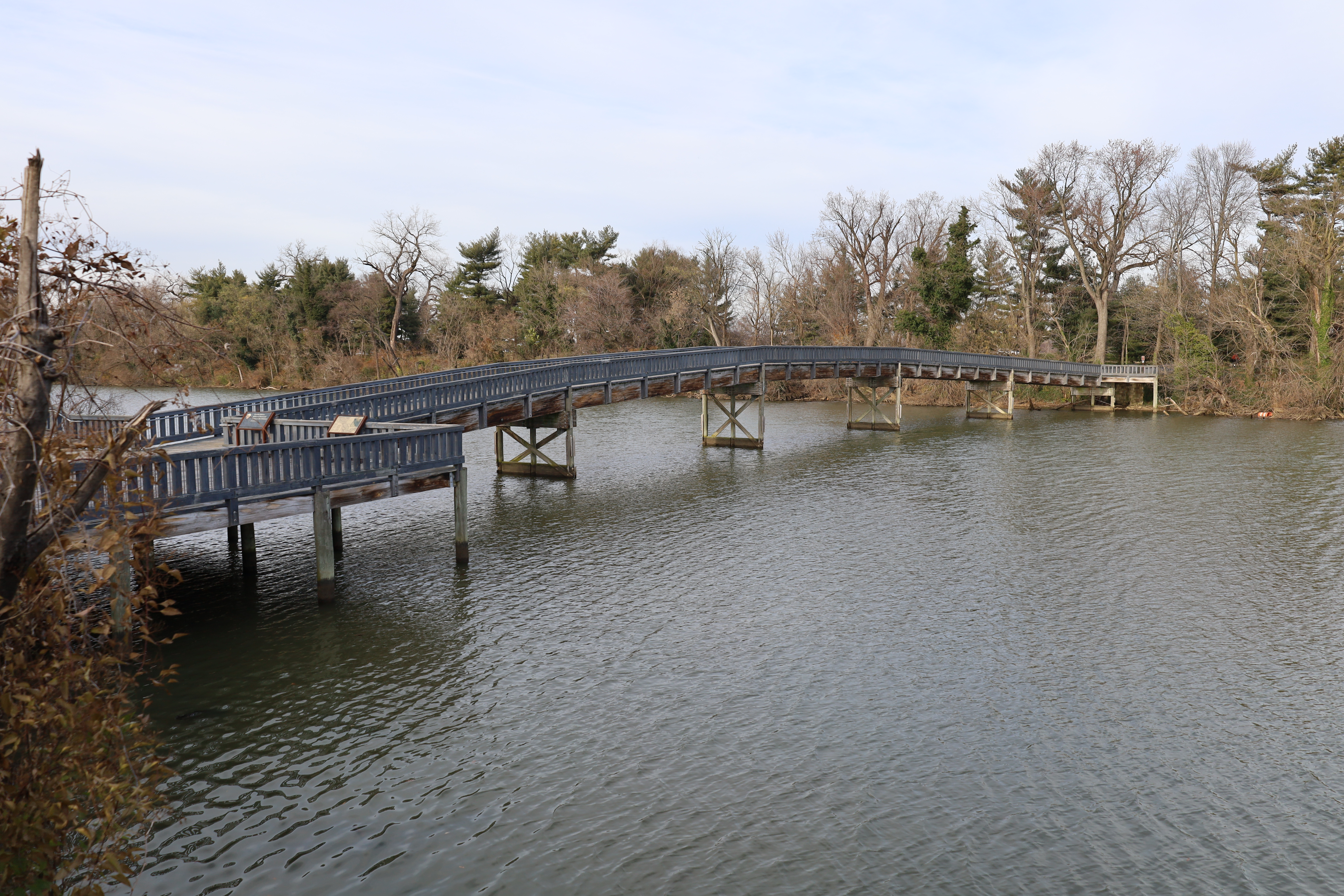
Pasarela a través de Boundary Channel que conecta Grove con los terrenos del Pentágono